# Morti il 25 ottobre
| Questa pagina contiene informazioni ricavate automaticamente dalle voci biografiche con l'ausilio del template Bio e di un bot. L'aggiornamento è periodico e automatico e ricostruisce completamente la pagina. Se manca una persona in questa lista, sei pregato di non aggiungerla, ma accertati piuttosto che la sua voce biografica contenga il template Bio e che i dati anagrafici siano correttamente compilati. Se il template Bio manca, inseriscilo tu stesso o, in alternativa, metti l'avviso {{tmp\|Bio}} che ne segnala la mancanza. Se i dati riportati sono sbagliati, correggi direttamente la voce biografica; le modifiche saranno visibili in questa lista entro pochi giorni. Per chiarimenti vedi il progetto biografie. La lista contiene solo le 531 persone che sono citate nell'enciclopedia e per le quali è stato implementato correttamente il template Bio. Pagina aggiornata al 17 ago 2025. |

## III secolo(1)
- 269 - San Marco, santo

## IV secolo(1)
- 303 - San Gavino, santo romano

## VII secolo(1)
- 625 - Papa Bonifacio V, papa e vescovo

## X secolo(1)
- 911 - Rodolfo I di Borgogna, conte

## XI secolo(4)
- 1047 - Magnus I di Norvegia, re (n. 1024)
- 1053 - Enguerrand II di Ponthieu, nobile francese
- 1074 - Imperatrice Shōshi, imperatrice giapponese (n. 988)
- 1084 - Goffredo Grenonat, conte francese

## XII secolo(3)
- 1154 - Stefano d'Inghilterra, re (n. 1096)
- 1180 - Giovanni di Salisbury, filosofo, scrittore e vescovo inglese
- 1200 - Corrado di Wittelsbach, cardinale e arcivescovo cattolico tedesco (n. 1125)

## XIII secolo(3)
- 1214 - Eleonora d'Inghilterra, regina (n. 1162)
- 1230 - Gilberto di Clare, V conte di Gloucester, conte inglese (n. 1180)
- 1271 - Enrico da Susa, cardinale francese

## XIV secolo(4)
- 1349 - Giacomo III di Maiorca, principe (n. 1315)
- 1357 - Ibn Juzayy, scrittore (n. 1321)
- 1359 - Beatrice di Castiglia, nobile spagnola (n. 1293)
- 1400 - Geoffrey Chaucer, scrittore e poeta inglese (n. 1343)

## XV secolo(13)
- 1415 - Antonio di Borgogna, nobile (n. 1384)
- 1415 - Dafydd Gam, nobile gallese
- 1415 - Edoardo III di Bar, nobile francese
- 1415 - Jean I de Croÿ, nobile e militare belga
- 1415 - Guillaume Martel, nobile e militare francese (n. 1365)
- 1415 - Edoardo Plantageneto, II duca di York, duca (n. 1373)
- 1415 - Giovanni I d'Alençon, nobile francese (n. 1385)
- 1415 - Carlo I d'Albret, generale francese
- 1423 - Galeotto III Malatesta, condottiero italiano
- 1478 - Caterina di Bosnia, beata bosniaca (n. 1425)
- 1482 - Pietro II di Lussemburgo-Saint-Pol, nobile francese (n. 1448)
- 1485 - Selçuk Hatun, principessa ottomana (n. 1407)
- 1495 - Giovanni II del Portogallo, re (n. 1455)

## XVI secolo(6)
- 1524 - Thomas FitzAlan, XVII conte di Arundel, nobile inglese (n. 1450)
- 1534 - Gabriele Mascioli, arcivescovo cattolico italiano
- 1544 - Eligius Pruystinck, teologo fiammingo
- 1548 - Francesco d'Orléans-Longueville, nobile francese (n. 1513)
- 1557 - William Cavendish, politico inglese (n. 1505)
- 1572 - Cosimo Bartoli, umanista, scrittore e filologo italiano (n. 1503)

## XVII secolo(13)
- 1604 - Claudio de La Trémoille, nobiluomo francese (n. 1566)
- 1606 - Clemente Politi, vescovo cattolico italiano
- 1627 - Robert Spencer, I barone Spencer di Wormleighton, nobile inglese (n. 1570)
- 1627 - Johann Eustach von Westernach, tedesco (n. 1545)
- 1647 - Evangelista Torricelli, matematico e fisico italiano (n. 1608)
- 1650 - Francesco Quaresmio, francescano e orientalista italiano (n. 1583)
- 1653 - Théophraste Renaudot, giornalista, medico e filantropo francese (n. 1586)
- 1653 - Gustavo di Wasaborg, condottiero svedese (n. 1616)
- 1661 - Alvaro Alonso Barba, scienziato e presbitero spagnolo (n. 1569)
- 1665 - Vettor Grimani Calergi, nobiluomo e criminale italiano (n. 1610)
- 1667 - Ernesto Adalberto d'Harrach, cardinale e arcivescovo austriaco (n. 1598)
- 1676 - Iulius Georgius Schottelius, scrittore tedesco (n. 1612)
- 1691 - George Legge, I barone Dartmouth, ammiraglio inglese (n. 1647)

## XVIII secolo(30)
- 1707 - Gabriele III di Costantinopoli, arcivescovo ortodosso greco
- 1714 - Sébastien Leclerc, pittore e incisore francese (n. 1637)
- 1717 - Nicola Grimaldi, cardinale italiano (n. 1645)
- 1720 - Antoine Charles IV de Gramont, diplomatico francese (n. 1641)
- 1722 - Raymund Ferdinand von Rabatta, vescovo cattolico tedesco (n. 1669)
- 1730 - Johann Michael Rottmayr, pittore austriaco (n. 1656)
- 1732 - Andrea Brustolon, scultore italiano (n. 1662)
- 1733 - Giovanni Girolamo Saccheri, gesuita e matematico italiano (n. 1667)
- 1735 - Charles Mordaunt, III conte di Peterborough, politico e militare inglese (n. 1658)
- 1743 - Carpoforo Mazzetti Tencalla, pittore e scultore svizzero (n. 1685)
- 1746 - Giambattista Rossi, presbitero italiano (n. 1690)
- 1748 - Francisco Serrano Frías, vescovo cattolico, missionario e santo spagnolo (n. 1695)
- 1752 - Pietro Antonio Falco, presbitero e inventore italiano (n. 1685)
- 1757 - Agostino Calmet, abate francese (n. 1672)
- 1757 - Anton Sturm, scultore austriaco (n. 1690)
- 1758 - Ichikawa Danjūrō II, attore teatrale giapponese (n. 1688)
- 1760 - Giorgio II di Gran Bretagna, re (n. 1683)
- 1761 - Gioacchino Conti, cantante castrato italiano (n. 1714)
- 1766 - Giovanni Antonio Volpi, critico letterario, editore e poeta italiano (n. 1686)
- 1769 - Alexander Montgomerie, X conte di Eglinton, nobile scozzese (n. 1723)
- 1771 - Cristiano Ernesto di Stolberg-Wernigerode, politico e nobile tedesco (n. 1691)
- 1775 - Johan Maurits Mohr, pastore protestante e astronomo tedesco (n. 1716)
- 1780 - Wacław Hieronim Sierakowski, arcivescovo cattolico polacco (n. 1700)
- 1786 - Charles Mason, astronomo britannico (n. 1728)
- 1787 - Pasquale Cafaro, compositore italiano (n. 1715)
- 1790 - Ottavio Bertotti Scamozzi, architetto italiano (n. 1719)
- 1790 - Lev Aleksandrovič Puškin, ufficiale russo (n. 1723)
- 1794 - Johann Karl Theodor von Brabeck, vescovo cattolico e abate tedesco (n. 1738)
- 1795 - Francesco Antonio Baldassare Uttini, compositore e direttore d'orchestra italiano (n. 1723)
- 1796 - Frederik Michael Krabbe, ingegnere e militare danese (n. 1725)

## XIX secolo(44)
- 1804 - Juan Aldovera, attore teatrale spagnolo (n. 1722)
- 1806 - Henry Knox, generale statunitense (n. 1750)
- 1808 - Giovanni Battista Staffieri, stuccatore e scultore svizzero (n. 1749)
- 1809 - Alexander Ball, ammiraglio britannico (n. 1757)
- 1813 - Marianna Bondini Barilli, soprano italiano (n. 1780)
- 1817 - Cristiano del Palatinato-Zweibrücken, nobile e generale tedesco (n. 1752)
- 1822 - James Sowerby, illustratore e naturalista inglese (n. 1757)
- 1826 - Philippe Pinel, psichiatra francese (n. 1745)
- 1833 - Abbas Mirza, principe persiano (n. 1789)
- 1837 - Muhammed Bello, sultano nigeriano (n. 1781)
- 1839 - Giuseppe Battaglia, presbitero e filosofo italiano (n. 1747)
- 1839 - Vincenzo Tommaso Pirattoni, vescovo cattolico italiano (n. 1764)
- 1841 - George Frederick Nott, teologo e letterato inglese (n. 1768)
- 1845 - Neri Corsini, diplomatico e politico italiano (n. 1771)
- 1849 - Boris Nikolaevič Jusupov, politico russo (n. 1794)
- 1849 - Luigi Ottavio Serra, ammiraglio italiano (n. 1774)
- 1856 - Pëtr Vasil'evič Kireevskij, scrittore russo (n. 1808)
- 1861 - Friedrich Carl von Savigny, giurista, filosofo e politico tedesco (n. 1779)
- 1867 - Francesco Arquati, patriota italiano (n. 1810)
- 1867 - Giovanni Bovi Campeggi, patriota italiano (n. 1839)
- 1867 - Giuditta Tavani Arquati, patriota italiana (n. 1830)
- 1871 - Santiago Drake del Castillo, imprenditore, mercante e banchiere spagnolo (n. 1805)
- 1873 - Tekla Ignat'evna Valentinovič, nobildonna russa (n. 1801)
- 1876 - Romeo Turola, patriota e militare italiano (n. 1832)
- 1880 - Thomas Campbell Eyton, naturalista inglese (n. 1809)
- 1881 - Ignazio Aymerich di Laconi, politico italiano (n. 1808)
- 1881 - Bonifacio Chiovitti, archeologo e politico italiano (n. 1810)
- 1882 - Dong Haichuan, insegnante cinese (n. 1797)
- 1884 - Carlo Alberto Castigliano, ingegnere e matematico italiano (n. 1847)
- 1888 - Cesare Trabucco, magistrato e politico italiano (n. 1802)
- 1889 - Émile Augier, poeta, drammaturgo e scrittore francese (n. 1820)
- 1889 - Charles Léo Lesquereux, botanico svizzero (n. 1806)
- 1889 - Enrico Sartori, pittore italiano (n. 1831)
- 1890 - Romualdo Belloli, pittore e incisore italiano (n. 1813)
- 1891 - Carlo Pittara, pittore italiano (n. 1835)
- 1892 - Caroline Harrison, first lady statunitense (n. 1832)
- 1893 - Margherita d'Orléans, principessa francese (n. 1846)
- 1895 - Meijer de Haan, pittore olandese (n. 1852)
- 1895 - Charles Hallé, pianista e direttore d'orchestra tedesco (n. 1819)
- 1897 - Francesco Maria Paolucci, avvocato e politico italiano (n. 1818)
- 1897 - John Sartain, incisore britannico (n. 1808)
- 1899 - Grant Allen, scrittore e naturalista canadese (n. 1848)
- 1899 - Elise Ransonnet-Villez, pittrice e incisore austriaca (n. 1843)
- 1900 - Sims Reeves, tenore inglese (n. 1821)

## XX secolo(269)
- 1901 - Guelfo Del Prete, matematico italiano (n. 1873)
- 1902 - Frank Norris, scrittore statunitense (n. 1870)
- 1903 - Robert Henry Thurston, ingegnere statunitense (n. 1839)
- 1904 - Sorelle Milanollo, violinista italiana (n. 1827)
- 1904 - Theresa Milanollo, violinista italiana (n. 1827)
- 1905 - Antonio Colombano, militare italiano (n. 1833)
- 1906 - Todor Burmov, politico bulgaro (n. 1834)
- 1908 - Hiram Bingham II, missionario statunitense (n. 1831)
- 1908 - Lorenz Frølich, pittore, illustratore e fotografo danese (n. 1820)
- 1909 - Pietro Foti, patriota e politico italiano (n. 1828)
- 1909 - Clorinda Matto de Turner, scrittrice, giornalista e attivista peruviana (n. 1852)
- 1910 - Adolf Schwarz, scacchista ungherese (n. 1836)
- 1911 - Édouard André, architetto del paesaggio e botanico francese (n. 1840)
- 1912 - Pëtr Ivanovič Ščukin, collezionista d'arte russo (n. 1853)
- 1913 - Frederick Rolfe, scrittore e fotografo inglese (n. 1860)
- 1915 - Edoardo Ferravilla, attore teatrale, attore cinematografico e commediografo italiano (n. 1846)
- 1915 - Paul Hervieu, scrittore e commediografo francese (n. 1857)
- 1915 - Léon Lécuyer, schermidore e tiratore a segno francese (n. 1855)
- 1915 - Hans von Wangenheim, diplomatico tedesco (n. 1858)
- 1916 - William Merritt Chase, pittore statunitense (n. 1849)
- 1916 - Giulio Cottrau, compositore italiano (n. 1831)
- 1916 - Gérard Encausse, esoterista e medico francese (n. 1865)
- 1917 - Bernhard Baumeister, attore, regista e docente tedesco (n. 1827)
- 1917 - Maximilian Bayer, militare prussiano (n. 1872)
- 1917 - Giuseppe Gabbin, militare e aviatore italiano (n. 1889)
- 1917 - Paolo Peli, militare italiano (n. 1895)
- 1917 - Giovanni Sabelli, aviatore e militare italiano (n. 1886)
- 1917 - Giuseppe Soldera, calciatore italiano (n. 1894)
- 1917 - Jack Standing, attore britannico (n. 1886)
- 1917 - Azaria Tedeschi, militare italiano (n. 1887)
- 1917 - Giovanni Villani, generale italiano (n. 1864)
- 1918 - Berardo Berardi, cantante lirico italiano (n. 1878)
- 1918 - Annunzio Cervi, poeta e patriota italiano (n. 1892)
- 1918 - Zsigmond Quittner, architetto ungherese (n. 1859)
- 1918 - Amadeo de Souza-Cardoso, pittore portoghese (n. 1887)
- 1919 - Gottlieb Graf von Haeseler, generale tedesco (n. 1836)
- 1919 - Eugène Ruffy, politico svizzero (n. 1854)
- 1920 - Alessandro di Grecia, sovrano greco (n. 1893)
- 1920 - Odoardo Beccari, naturalista e botanico italiano (n. 1843)
- 1920 - Berardo Candida Gonzaga, nobile, storico e genealogista italiano (n. 1845)
- 1920 - Traolach Mac Suibhne, attivista, politico e scrittore irlandese (n. 1879)
- 1921 - B. Reeves Eason Jr., attore statunitense (n. 1914)
- 1921 - Bat Masterson, poliziotto, pistolero e giornalista statunitense (n. 1853)
- 1922 - Oscar Hertwig, zoologo e biologo tedesco (n. 1849)
- 1924 - John Alcindor, medico e attivista trinidadiano (n. 1873)
- 1924 - Ziya Gökalp, sociologo e scrittore turco (n. 1876)
- 1925 - Demetrio I Cadi, vescovo cattolico e patriarca cattolico siriano (n. 1861)
- 1925 - Adolf Wild von Hohenborn, generale tedesco (n. 1860)
- 1926 - Maria Letizia Bonaparte, principessa francese (n. 1866)
- 1926 - Antonius van den Broek, avvocato e fisico olandese (n. 1870)
- 1927 - Simone Gulì, comandante marittimo e militare italiano (n. 1865)
- 1928 - Olga FitzGeorge, imprenditrice inglese (n. 1877)
- 1930 - Waldemar Haffkine, batteriologo russo (n. 1860)
- 1930 - Alfredo Romano del Liechtenstein, politico austriaco (n. 1875)
- 1933 - Evelyn Baldwin, esploratore statunitense (n. 1862)
- 1933 - Lillian Hall-Davis, attrice inglese (n. 1898)
- 1934 - Georges Besançon, giornalista francese (n. 1866)
- 1934 - Antonio De Tullio, imprenditore e politico italiano (n. 1854)
- 1934 - Otto Folin, chimico svedese (n. 1867)
- 1934 - Lauri Ingman, politico, teologo e arcivescovo luterano finlandese (n. 1868)
- 1935 - Bill Leushner, tiratore a segno statunitense (n. 1863)
- 1935 - Henri Pirenne, medievista belga (n. 1862)
- 1936 - Giovanni Branchi, diplomatico italiano (n. 1846)
- 1936 - Hariot Rowan-Hamilton, nobildonna e scrittrice irlandese (n. 1843)
- 1936 - Knud Wefald, politico statunitense (n. 1869)
- 1937 - Benigno Calvi, religioso italiano (n. 1909)
- 1937 - Ezio Maccani, aviatore e militare italiano (n. 1911)
- 1938 - Paul Johner, scacchista svizzero (n. 1887)
- 1938 - Alfonsina Storni, poetessa, drammaturga e giornalista argentina (n. 1892)
- 1939 - Frediano Giannini, arcivescovo cattolico italiano (n. 1861)
- 1939 - Cesare Goria Gatti, imprenditore italiano (n. 1860)
- 1939 - Feodor Yulievich Levinson-Lessing, geologo russo (n. 1861)
- 1940 - Giuseppe Cantù, militare e politico italiano (n. 1873)
- 1941 - Giuseppe Casciaro, pittore italiano (n. 1861)
- 1941 - Robert Delaunay, pittore francese (n. 1885)
- 1941 - Eugenio Leotta, militare e aviatore italiano (n. 1903)
- 1941 - Franz von Werra, aviatore tedesco (n. 1914)
- 1942 - Roberto Bandini, militare italiano (n. 1917)
- 1942 - Guido Bustico, pedagogista e storico italiano (n. 1876)
- 1942 - Gerardo Lustrissimi, militare italiano (n. 1918)
- 1942 - Ubaldo Oppi, pittore italiano (n. 1889)
- 1942 - Vittorio Piccinini, militare italiano (n. 1914)
- 1943 - Stefano Rizzardi, militare italiano (n. 1925)
- 1944 - Primo Bandini, partigiano italiano (n. 1914)
- 1944 - Gustave Hervé, politico francese (n. 1871)
- 1944 - Kishi Yoshiyuki, ammiraglio giapponese (n. 1898)
- 1944 - Shōji Nishimura, ammiraglio giapponese (n. 1889)
- 1944 - José de la Riva-Agüero y Osma, filosofo, politico e storico peruviano (n. 1885)
- 1945 - Ermenegildo Agazzi, pittore italiano (n. 1866)
- 1945 - Robert Ley, politico tedesco (n. 1890)
- 1945 - Francesco Rotundi, ammiraglio italiano (n. 1885)
- 1946 - Rudolf Walden, politico, imprenditore e generale finlandese (n. 1878)
- 1946 - Armanda degli Abbati, mezzosoprano italiano (n. 1879)
- 1947 - Victor Bulwer-Lytton, politico britannico (n. 1876)
- 1949 - Francesco Spanò, poliziotto e funzionario italiano (n. 1878)
- 1949 - Bianca di Borbone-Spagna, principessa spagnola (n. 1868)
- 1950 - Armeno Armeni, pittore e poeta italiano (n. 1870)
- 1950 - Alberto Barton, medico e microbiologo peruviano (n. 1870)
- 1950 - Yi Kwang-su, scrittore, giornalista e attivista sudcoreano (n. 1892)
- 1951 - Amelia d'Orléans, nobile (n. 1865)
- 1951 - Petras Pranciskus Būčys, vescovo cattolico lituano (n. 1872)
- 1951 - Mario Calvino, agronomo e botanico italiano (n. 1875)
- 1951 - Marija Kirillovna Romanova, nobile russo (n. 1907)
- 1952 - Sergej Ėduardovič Bortkevič, compositore e pianista russo (n. 1877)
- 1952 - Nicola Savoldi, pittore, decoratore e giudice italiano (n. 1864)
- 1953 - Celeste Bastianetto, avvocato e politico italiano (n. 1899)
- 1953 - Robert G. Vignola, attore e regista statunitense (n. 1882)
- 1954 - Adriano Marinetti, militare e politico italiano (n. 1875)
- 1954 - Manuel Trucco, politico cileno (n. 1875)
- 1955 - Arnaldo Mochetti, attore italiano (n. 1911)
- 1955 - Piero Redaelli, anatomista e patologo italiano (n. 1898)
- 1955 - Sadako Sasaki, giapponese (n. 1943)
- 1955 - Giovanni Tragella, ciclista su strada e dirigente sportivo italiano (n. 1896)
- 1956 - Risto Ryti, economista e politico finlandese (n. 1889)
- 1957 - Albert Anastasia, mafioso italiano (n. 1902)
- 1957 - Lord Dunsany, scrittore e drammaturgo irlandese (n. 1878)
- 1957 - Giovanni Ferrero, imprenditore italiano (n. 1905)
- 1957 - Naile Sultan, principessa ottomana (n. 1884)
- 1957 - Henry van de Velde, architetto e pittore belga (n. 1863)
- 1958 - Hamilton Deane, commediografo, scrittore e attore irlandese (n. 1880)
- 1958 - Angelo Luigi Fiorita, scrittore, poeta e giornalista italiano (n. 1895)
- 1958 - Stuart Lewis-Evans, pilota di Formula 1 britannico (n. 1930)
- 1958 - Harry Lowe, allenatore di calcio e calciatore inglese (n. 1886)
- 1958 - Edward Aloysius Mooney, cardinale e arcivescovo cattolico statunitense (n. 1882)
- 1958 - Mario Scotoni, giornalista italiano (n. 1883)
- 1959 - Amy Bernardy, giornalista e storica italiana (n. 1880)
- 1959 - Elliott Van Zandt, allenatore di pallacanestro, allenatore di baseball e preparatore atletico statunitense (n. 1915)
- 1960 - José Padilla Sánchez, compositore spagnolo (n. 1889)
- 1961 - Giuseppe Cavalli, fotografo italiano (n. 1904)
- 1961 - Sheridan Downey, avvocato e politico statunitense (n. 1884)
- 1962 - Louis Abell, canottiere statunitense (n. 1884)
- 1963 - Roger Désormière, flautista, compositore e direttore d'orchestra francese (n. 1898)
- 1963 - Zakea Dolphin Mangoaela, scrittore sudafricano (n. 1883)
- 1963 - Keizō Shibusawa, imprenditore e politico giapponese (n. 1896)
- 1963 - Guido Spagnoli, compositore italiano (n. 1896)
- 1963 - Karl von Terzaghi, ingegnere austriaco (n. 1883)
- 1963 - Björn Þórðarson, politico islandese (n. 1879)
- 1964 - José Trino, calciatore spagnolo (n. 1902)
- 1965 - Eduard Einstein, psichiatra svizzero (n. 1910)
- 1965 - Hans Knappertsbusch, direttore d'orchestra tedesco (n. 1888)
- 1965 - Buddy Messinger, attore e regista statunitense (n. 1907)
- 1966 - José María Echevarría, calciatore spagnolo (n. 1920)
- 1966 - Luciano Laurenzi, archeologo e storico dell'arte italiano (n. 1902)
- 1967 - Arturo Burato, politico italiano (n. 1898)
- 1967 - Heinrich Eduard Jacob, giornalista, scrittore e drammaturgo tedesco (n. 1889)
- 1967 - Guillermo Lovell, pugile argentino (n. 1918)
- 1967 - Árpád Vajda, scacchista ungherese (n. 1896)
- 1968 - Paolo Conca, operaio, politico e antifascista italiano (n. 1888)
- 1968 - Rudolf Forster, attore austro-ungarico (n. 1884)
- 1968 - Otho Lovering, montatore e regista statunitense (n. 1892)
- 1968 - George Marshall Parker, generale statunitense (n. 1889)
- 1968 - Jean Schlumberger, scrittore e critico letterario francese (n. 1877)
- 1968 - Cecelia Wolstenholme, nuotatrice britannica (n. 1915)
- 1969 - Will-Erich Peuckert, antropologo e saggista tedesco (n. 1895)
- 1970 - Guillermo Portabales, compositore, cantante e chitarrista cubano (n. 1911)
- 1970 - René Schneider, generale cileno (n. 1914)
- 1970 - Ülo Sooster, artista estone (n. 1924)
- 1970 - Rolf Westgaard, calciatore norvegese (n. 1898)
- 1971 - Michail Kuz'mič Jangel', ingegnere sovietico (n. 1911)
- 1971 - Paul Terry, produttore cinematografico, regista e sceneggiatore statunitense (n. 1887)
- 1971 - Philip Wylie, scrittore e saggista statunitense (n. 1902)
- 1972 - Alberto Asquini, giurista e politico italiano (n. 1889)
- 1972 - Doyle E. Carlton, politico statunitense (n. 1885)
- 1972 - Johnny Mantz, pilota automobilistico statunitense (n. 1918)
- 1973 - Abebe Bikila, maratoneta etiope (n. 1932)
- 1973 - Sebastiano Craveri, fumettista e illustratore italiano (n. 1899)
- 1973 - Émile Masson, ciclista su strada belga (n. 1888)
- 1973 - Oleg Pantjuchov, militare e educatore russo (n. 1882)
- 1973 - Robert Scholl, politico tedesco (n. 1891)
- 1974 - Nikola Babić, calciatore jugoslavo (n. 1905)
- 1974 - Ludwig Bogner, alpinista tedesco (n. 1901)
- 1974 - Carl Shaeffer, cestista statunitense (n. 1924)
- 1975 - Wilhelm Blunk, calciatore tedesco (n. 1902)
- 1975 - Vladimir Herzog, giornalista e drammaturgo brasiliano (n. 1937)
- 1975 - Frank Puglia, attore italiano (n. 1892)
- 1976 - Oreste Pieroni, politico italiano (n. 1899)
- 1976 - Raymond Queneau, scrittore, poeta e drammaturgo francese (n. 1903)
- 1976 - John Sörenson, ginnasta svedese (n. 1889)
- 1976 - Kiki Urbani, ballerina e showgirl italiana (n. 1927)
- 1977 - Helen Badgley, attrice statunitense (n. 1908)
- 1977 - Carlo Delcroix, militare, politico e scrittore italiano (n. 1896)
- 1977 - Félix Gouin, politico francese (n. 1884)
- 1977 - Josef Håkestad, calciatore norvegese (n. 1907)
- 1977 - Nello Iacchini, partigiano italiano (n. 1919)
- 1977 - Karl Pedersen, calciatore norvegese (n. 1907)
- 1978 - Guido Testolina, calciatore e allenatore di calcio italiano (n. 1911)
- 1979 - Maphevu Dlamini, politico swati (n. 1922)
- 1979 - Philip Matante, politico botswano (n. 1912)
- 1979 - Rodolfo Salvagiani, partigiano e politico italiano (n. 1897)
- 1979 - Gerald Templer, militare britannico (n. 1898)
- 1980 - Filippo d'Assia, politico tedesco (n. 1896)
- 1980 - Virgil Fox, organista statunitense (n. 1912)
- 1980 - Víctor Galíndez, pugile argentino (n. 1948)
- 1980 - Sahir Ludhianvi, paroliere e poeta indiano (n. 1921)
- 1981 - Giuseppe Anatrelli, attore italiano (n. 1925)
- 1981 - Barbara Bedford, attrice statunitense (n. 1903)
- 1981 - Ariel Durant, scrittrice russa (n. 1898)
- 1981 - Emily Reuer, attrice e doppiatrice tedesca (n. 1941)
- 1982 - Karl Bruckner, scrittore austriaco (n. 1906)
- 1982 - Bill Eckersley, calciatore inglese (n. 1925)
- 1982 - Werner Naumann, funzionario e politico tedesco (n. 1909)
- 1982 - Arvid Wallman, tuffatore svedese (n. 1901)
- 1983 - Ángel Rambert, calciatore francese (n. 1936)
- 1983 - Maxwell Shane, sceneggiatore, regista e produttore televisivo statunitense (n. 1905)
- 1983 - Kurt Symanzik, fisico tedesco (n. 1923)
- 1984 - René Lorain, velocista francese (n. 1900)
- 1984 - Pascale Ogier, attrice francese (n. 1958)
- 1984 - Håkan Serner, attore svedese (n. 1933)
- 1985 - Amedeo Dalla Volta, psicologo e medico italiano (n. 1892)
- 1985 - Morton Downey, cantante e attore cinematografico statunitense (n. 1901)
- 1985 - Felixberto Camacho Flores, arcivescovo cattolico statunitense (n. 1921)
- 1985 - Viktor Petrovič Makeev, ingegnere e militare sovietico (n. 1924)
- 1986 - Guillermo Eizaguirre, allenatore di calcio e calciatore spagnolo (n. 1909)
- 1986 - Joseph B. Johnson, politico svedese (n. 1893)
- 1986 - Gino Mattarelli, politico italiano (n. 1921)
- 1986 - Forrest Tucker, attore statunitense (n. 1919)
- 1987 - Valentin Michajlovič Borisov, linguista e aforista russo (n. 1924)
- 1987 - Pascal Jules, ciclista su strada francese (n. 1961)
- 1988 - Eric Larson, animatore statunitense (n. 1905)
- 1988 - Jesús Olmos, cestista messicano (n. 1910)
- 1988 - Flávio Rangel, regista teatrale, direttore teatrale e direttore artistico brasiliano (n. 1934)
- 1989 - Enrico Forcella Pelliccioni, tiratore a segno venezuelano (n. 1907)
- 1989 - Mary McCarthy, scrittrice statunitense (n. 1912)
- 1989 - Gerard Walschap, scrittore belga (n. 1898)
- 1990 - Carlo Alfano, pittore e scultore italiano (n. 1932)
- 1990 - Leif Børresen, calciatore norvegese (n. 1909)
- 1990 - Costa Pereira, calciatore portoghese (n. 1929)
- 1990 - Major Holley, contrabbassista statunitense (n. 1924)
- 1991 - Bill Graham, tedesco (n. 1931)
- 1991 - Israel Krupp, calciatore norvegese (n. 1908)
- 1992 - Giorgio Locchi, giornalista e saggista italiano (n. 1923)
- 1992 - Roger Miller, compositore, cantautore e attore statunitense (n. 1936)
- 1992 - Peter Rice, ingegnere irlandese (n. 1935)
- 1993 - Josef Losert, schermidore austriaco (n. 1908)
- 1993 - Vincent Price, attore statunitense (n. 1911)
- 1994 - Gioacchino Attaguile, politico italiano (n. 1915)
- 1994 - Luciano De Pascalis, politico italiano (n. 1923)
- 1994 - Bob Gantt, cestista statunitense (n. 1922)
- 1994 - Emil Grünig, tiratore a segno svizzero (n. 1915)
- 1994 - Lillian Hayman, attrice e cantante statunitense (n. 1922)
- 1994 - Antal Kocsis, pugile ungherese (n. 1905)
- 1994 - József Kozma, cestista ungherese (n. 1925)
- 1994 - Karl-Heinz Metzner, calciatore tedesco (n. 1923)
- 1994 - Mildred Natwick, attrice statunitense (n. 1905)
- 1994 - Yang Dezhi, generale e politico cinese (n. 1911)
- 1995 - Santo D'Amico, fumettista italiano (n. 1927)
- 1995 - David Healy, attore statunitense (n. 1929)
- 1995 - Bobby Riggs, tennista statunitense (n. 1918)
- 1995 - Marco Scarpelli, direttore della fotografia italiano (n. 1918)
- 1995 - Miljenko Smoje, scrittore, giornalista e sceneggiatore croato (n. 1923)
- 1995 - Viveca Lindfors, attrice svedese (n. 1920)
- 1996 - Ennio De Giorgi, matematico italiano (n. 1928)
- 1996 - Solveig Gunbjørg Jacobsen, esploratrice norvegese (n. 1913)
- 1996 - Vladimír Mináč, scrittore, saggista e sceneggiatore slovacco (n. 1922)
- 1997 - Nazareno Fabbretti, giornalista e presbitero italiano (n. 1920)
- 1997 - Tina Lattanzi, attrice e doppiatrice italiana (n. 1897)
- 1997 - Lino Zanini, arcivescovo cattolico italiano (n. 1909)
- 1998 - Geoffrey Clough Ainsworth, micologo britannico (n. 1905)
- 1998 - Salvatore Garofalo, presbitero, biblista e scrittore italiano (n. 1911)
- 1998 - Dick Higgins, poeta e compositore inglese (n. 1938)
- 1999 - Vittorio Erspamer, farmacologo italiano (n. 1909)
- 1999 - Victor Saúde Maria, politico guineense (n. 1939)
- 1999 - Carlos Martí, pallanuotista spagnolo (n. 1919)
- 1999 - Payne Stewart, golfista statunitense (n. 1957)
- 2000 - Silvio Baccaglio, pittore e decoratore svizzero (n. 1905)
- 2000 - Meme Bianchi, cantante italiana (n. 1907)
- 2000 - Mochitsura Hashimoto, militare giapponese (n. 1909)
- 2000 - Thomas Joseph King, biologo statunitense (n. 1921)
- 2000 - Jeanne Lee, cantante e compositrice statunitense (n. 1939)

## XXI secolo(138)
- 2001 - Guido Capello, calciatore e allenatore di calcio italiano (n. 1923)
- 2001 - Marvin Harris, antropologo statunitense (n. 1927)
- 2001 - René Philombe, poeta e scrittore camerunese (n. 1930)
- 2001 - Soraya Esfandiary Bakhtiari, regina e socialite iraniana (n. 1932)
- 2001 - Angelo Torriglia, calciatore italiano (n. 1926)
- 2002 - Richard Harris, attore e cantautore irlandese (n. 1930)
- 2002 - Fritz Kominek, calciatore austriaco (n. 1927)
- 2002 - Doug McGibbon, calciatore inglese (n. 1919)
- 2002 - Ian Russell, XIII duca di Bedford, scrittore inglese (n. 1917)
- 2002 - René Thom, matematico e filosofo francese (n. 1923)
- 2002 - Paul Wellstone, politico statunitense (n. 1944)
- 2003 - Hank Beenders, cestista olandese (n. 1916)
- 2003 - Veikko Hakulinen, fondista e biatleta finlandese (n. 1925)
- 2003 - Mario Marcolla, operaio e scrittore italiano (n. 1929)
- 2003 - Tadeusz Radwan, slittinista polacco (n. 1945)
- 2003 - Robert Strassburg, direttore d'orchestra, compositore e musicologo statunitense (n. 1915)
- 2003 - Mario Vitale, attore cinematografico italiano (n. 1928)
- 2004 - Franco Aureggi, ciclista su strada italiano (n. 1928)
- 2004 - John Peel, giornalista, conduttore radiofonico e disc jockey britannico (n. 1939)
- 2004 - Alessandro Sagnotti, militare italiano (n. 1913)
- 2004 - Socrate Salmoiraghi, calciatore italiano (n. 1920)
- 2004 - Enzo Vicari, prefetto italiano (n. 1922)
- 2005 - Doroteo Elorriaga, calciatore spagnolo (n. 1916)
- 2005 - Martti Huhtala, combinatista nordico finlandese (n. 1918)
- 2005 - Wellington Mara, imprenditore statunitense (n. 1916)
- 2005 - Giuditta Podestà, saggista e critico letterario italiana (n. 1921)
- 2005 - Francesco Tommasiello, vescovo cattolico italiano (n. 1934)
- 2006 - Johnny Hoekstra, cestista statunitense (n. 1917)
- 2006 - Nina Maksimel'janova, cestista e allenatrice di pallacanestro sovietica (n. 1927)
- 2006 - Arnaldo Picchi, regista teatrale e drammaturgo italiano (n. 1943)
- 2006 - Danny Rolling, serial killer statunitense (n. 1954)
- 2006 - Emilio Vedova, pittore, incisore e partigiano italiano (n. 1919)
- 2007 - Margita Česányiová, soprano slovacco (n. 1911)
- 2007 - Pietro Scoppola, storico e politico italiano (n. 1926)
- 2008 - Mario Ballocco, artista italiano (n. 1913)
- 2008 - Rod Knowles, cestista statunitense (n. 1946)
- 2008 - Federico Luzzi, tennista italiano (n. 1980)
- 2008 - Ian McColl, allenatore di calcio e calciatore scozzese (n. 1927)
- 2008 - Estelle Reiner, attrice e cantante statunitense (n. 1914)
- 2008 - Eduardo Aguero Zapata, compositore, pianista e clavicembalista argentino (n. 1948)
- 2009 - Camillo Cibin, militare e poliziotto italiano (n. 1926)
- 2009 - Patricia Donnelly, modella statunitense (n. 1919)
- 2009 - Thea Segall, fotografa rumena (n. 1929)
- 2009 - Alberto Aldo Valentini, calciatore cileno (n. 1938)
- 2010 - Gregory Isaacs, cantante giamaicano (n. 1951)
- 2010 - Federico Guglielmo Lento, politico italiano (n. 1942)
- 2010 - Vesna Parun, poetessa croata (n. 1922)
- 2010 - Andrzej Tomaszewski, architetto, urbanista e storico dell'architettura polacco (n. 1934)
- 2011 - Wyatt Knight, attore statunitense (n. 1955)
- 2011 - Rosalía Polizzi, regista cinematografica e sceneggiatrice argentina (n. 1934)
- 2011 - Norrie Woodhall, attrice teatrale britannica (n. 1905)
- 2012 - Jacques Barzun, storico francese (n. 1907)
- 2012 - Cesare Canevari, regista cinematografico e sceneggiatore italiano (n. 1927)
- 2012 - John Connelly, calciatore inglese (n. 1938)
- 2012 - Piermassimiliano Dotto, rugbista a 15 italiano (n. 1970)
- 2012 - Emiliano Farina, allenatore di calcio e calciatore italiano (n. 1928)
- 2012 - Emanuel Steward, allenatore di pugilato statunitense (n. 1944)
- 2012 - Joop Stokkermans, compositore e pianista olandese (n. 1937)
- 2013 - Giovanni Auletta Armenise, banchiere e dirigente d'azienda italiano (n. 1931)
- 2013 - Arthur Danto, critico d'arte statunitense (n. 1924)
- 2013 - Nigel Davenport, attore britannico (n. 1928)
- 2013 - Arne Johansen, pattinatore di velocità su ghiaccio norvegese (n. 1927)
- 2013 - Siro Lombardini, economista e politico italiano (n. 1924)
- 2013 - Piero Mazzarella, attore italiano (n. 1928)
- 2013 - Tommy McConville, allenatore di calcio e calciatore irlandese (n. 1946)
- 2013 - Hal Needham, regista, stuntman e attore statunitense (n. 1931)
- 2013 - Bill Sharman, cestista, allenatore di pallacanestro e dirigente sportivo statunitense (n. 1926)
- 2013 - Piero Tiberi, attore, doppiatore e direttore del doppiaggio italiano (n. 1947)
- 2013 - Chico Vaughn, cestista statunitense (n. 1940)
- 2013 - Marcia Wallace, attrice, comica e conduttrice televisiva statunitense (n. 1942)
- 2013 - Katharina von Arx, scrittrice e giornalista svizzera (n. 1928)
- 2014 - Jack Bruce, musicista, compositore e cantante britannico (n. 1943)
- 2014 - Bruno Cicogna, calciatore italiano (n. 1937)
- 2014 - Jean-Michel Coulon, pittore francese (n. 1920)
- 2014 - Reyhaneh Jabbari, iraniana (n. 1988)
- 2014 - Ezio Savino, scrittore, grecista e latinista italiano (n. 1949)
- 2014 - Carla Stampacchia, politica italiana (n. 1930)
- 2014 - Marcia Strassman, attrice statunitense (n. 1948)
- 2015 - Dorothy Head Knode, tennista statunitense (n. 1925)
- 2015 - Lisa Jardine, storica e scrittrice britannica (n. 1944)
- 2015 - Georg Müller, vescovo cattolico tedesco (n. 1951)
- 2015 - Flip Saunders, cestista, allenatore di pallacanestro e dirigente sportivo statunitense (n. 1955)
- 2015 - Thomas Sunesson, calciatore svedese (n. 1958)
- 2016 - Margit Bara, attrice ungherese (n. 1928)
- 2016 - Ursula Boese, contralto tedesco (n. 1928)
- 2016 - Howard Davies, regista teatrale e regista cinematografico britannico (n. 1945)
- 2016 - Vadim Derbenёv, regista sovietico (n. 1934)
- 2016 - Rino Gioielli, attore italiano (n. 1939)
- 2016 - Paola Montenero, attrice italiana (n. 1951)
- 2016 - Sergio Tesi, politico italiano (n. 1921)
- 2016 - Carlos Alberto Torres, calciatore e allenatore di calcio brasiliano (n. 1944)
- 2017 - Jack Bannon, attore statunitense (n. 1940)
- 2017 - Severino Cesari, giornalista e curatore editoriale italiano (n. 1951)
- 2017 - Reinhold Durnthaler, bobbista austriaco (n. 1942)
- 2017 - John Mollo, costumista e scrittore inglese (n. 1931)
- 2017 - Amalia Signorelli, antropologa e opinionista italiana (n. 1934)
- 2017 - Vincent Warren, ballerino e archivista statunitense (n. 1938)
- 2017 - Donnchadh Ó Corráin, storico irlandese (n. 1942)
- 2018 - Sara Anzanello, pallavolista italiana (n. 1980)
- 2018 - Sonny Fortune, flautista e sassofonista statunitense (n. 1939)
- 2018 - Patrick Jacquin, presbitero francese (n. 1950)
- 2018 - David Michael Metcalf, numismatico britannico (n. 1933)
- 2018 - Borislav Pelević, politico serbo (n. 1956)
- 2018 - Mario Porta, ammiraglio italiano (n. 1925)
- 2018 - Rodolfo Soracco, cestista peruviano (n. 1927)
- 2019 - Allan Boyd, calciatore scozzese (n. 1926)
- 2019 - Renzo Burini, calciatore e allenatore di calcio italiano (n. 1927)
- 2019 - Salvador Freixedo, presbitero e parapsicologo spagnolo (n. 1923)
- 2019 - Vittorio Seghezzi, ciclista su strada italiano (n. 1924)
- 2019 - Don Valentine, imprenditore statunitense (n. 1932)
- 2020 - Francesco Aspesi, imprenditore, glottologo e orientalista italiano (n. 1938)
- 2020 - Rosanna Carteri, soprano italiano (n. 1930)
- 2020 - Romano Ghini, attore e doppiatore italiano (n. 1934)
- 2020 - Lee Kun-hee, imprenditore sudcoreano (n. 1942)
- 2020 - Alfiero Nena, scultore italiano (n. 1933)
- 2020 - Izzat Ibrahim al-Douri, militare, guerrigliero e politico iracheno (n. 1942)
- 2020 - Diane di Prima, poetessa statunitense (n. 1934)
- 2021 - Fofi Gennimata, politica greca (n. 1964)
- 2021 - Jean-Claude Guibal, politico francese (n. 1956)
- 2021 - Martin Kunz, storico dell'arte svizzero (n. 1947)
- 2021 - Ivy Nicholson, supermodella e attrice statunitense (n. 1933)
- 2021 - Fulvio Panzeri, critico letterario, saggista e poeta italiano (n. 1957)
- 2021 - Aleksandăr Šalamanov, sciatore alpino, calciatore e pallavolista bulgaro (n. 1941)
- 2022 - Jules Bass, regista, produttore cinematografico e compositore statunitense (n. 1935)
- 2022 - Barbara Cooper, politica statunitense (n. 1929)
- 2022 - Ivana Mononi, storica dell'arte e critica d'arte italiana (n. 1929)
- 2022 - Brian Robinson, ciclista su strada e pistard britannico (n. 1930)
- 2022 - Sforza Ruspoli, politico, dirigente d'azienda e banchiere italiano (n. 1927)
- 2022 - Pierre Soulages, pittore e incisore francese (n. 1919)
- 2022 - Franco Stradella, politico italiano (n. 1941)
- 2023 - Andreas Molterer, sciatore alpino austriaco (n. 1931)
- 2024 - Tommy Callaghan, calciatore scozzese (n. 1945)
- 2024 - José Carlos de Almeida, calciatore brasiliano (n. 1968)
- 2024 - Marcel Dantheny, calciatore francese (n. 1936)
- 2024 - Bill Hay, hockeista su ghiaccio e dirigente sportivo canadese (n. 1935)
- 2024 - Kim Soo-mi, attrice sudcoreana (n. 1949)
- 2024 - Phil Lesh, musicista, bassista e cantautore statunitense (n. 1940)
- 2024 - Ludwig, serial killer tedesco (n. 1959)